# Un couple parfait (série télévisée)
Pour les articles homonymes, voir Un couple parfait.
Un couple parfait (The Perfect Couple) est une mini-série télévisée américaine créée par Jenna Lamia et réalisée par Susanne Bier, diffusée en 2024 sur Netflix.
Il s'agit d'une adaptation du roman The Perfect Couple d'Elin Hilderbrand,,,,.

## Synopsis
Amelia Sacks est sur le point de se marier avec Benji, l'un des héritiers de la riche famille de Nantucket, les Winbury, à la désapprobation de la matriarche romancière, Greer. Mais lorsqu'un corps est retrouvé sur la plage et que des secrets sont révélés, tout le monde devient suspect.

## Distribution
- Nicole Kidman (VF : Danièle Douet) : Greer Garrison Winbury
- Liev Schreiber (VF : Stefan Godin) : Tag Winbury
- Dakota Fanning (VF : Alice Taurand) : Abby Winbury
- Eve Hewson (VF : Zina Khakhoulia) : Amelia Sacks
- Billy Howle (VF : Clément Moreau) : Benji Winbury
- Meghann Fahy (VF : Philippa Roche) : Merritt Monaco
- Jack Reynor (VF : Gauthier Battoue) : Thomas Winbury
- Michael Beach (VF : Thierry Desroses) : Dan Carter
- Nick Searcy (VF : Jean Vandecasteele) : Adjoint Carl
- Donna Lynne Champlin (VF : Myrtille Bakouche) : Nikki Henry
- Ishaan Khattar (en) (VF : Alexandre Nguyen) : Shooter Dival
- Tommy Flanagan : Broderick Graham
- Sam Nivola (VF : Hervé Grull) : Will Winbury
- Mia Isaac (en) (VF : Camille Béchon) : Chloe Carter
- Isabelle Adjani (VF : elle-même) : Isabelle Nallet
- Michael McGrady (en) (VF : Michel Laroussi) : Bruce Sacks
- Dendrie Taylor (de) (VF : Claudine Grémy) : Karen Sacks

## Développement

### Sortie
La mini-série est mise en ligne le 5 septembre 2024 sur Netflix.

## Épisodes
1. Veille d'épousailles (Happy Wedding Eve)
2. Une mort suspecte (She Would Never Do That)
3. La Famille parfaite (The Perfect Family)
4. Sombres secrets (Someone Could Get Hurt)
5. Jusqu'à ce que la mort nous sépare (Never Gonna Give You Up)
6. Libérée, délivrée (That Feels Better)

## Accueil

### Critique
Le site d'agrégation Rotten Tomatoes donne un taux d'approbation de 65% avec une note moyenne de 6,1/10, basée sur 71 critiques. Le consensus dit : « La prévisibilité empêche Un Couple parfait d'être parfait de loin, mais les performances intrigants et les paysages attractifs rendent ce murder mystery à la plage très regardable » Metacritic, qui utilise une moyenne pondérée, donne un score de 67/100 basé sur 26 critiques, indiquant des « critiques plutôt favorables. »

### Récompenses
- Top 20 – GQ[9]
- Top 26 – Glamour[10]

## Futur
Bien que la mini-série donne la résolution du mystère, Kidman pense qu'il est possible de continuer l'histoire de Greer et Tag dans une éventuelle nouvelle saison. Lamia s'est également montrée ouverte à continuer, déclarant que cela pourrait arriver avec les bons éléments et si tout le monde est enthousiaste à l'idée de revenir. Hilderbrand, interrogée sur une deuxième saison, reconnait que six épisodes ne sont pas suffisants pour pleinement explorer les personnages. Le 12 mars 2025, Netflix annonce le développement d'une deuxième saison, basée sur le roman Swan Song.